# Live in Budapest
Live in Budapest is het eerste livealbum van de Nederlandse symfo- band Flamborough Head. Het is opgenomen tijdens een muziekfestival in Boedapest. Tijdens die avond trad ook Peter Banks op, de eerste gitarist van Yes. Door het gebruik van de dwarsfluit vertoont de muziek gelijkenis met die van Camel.

## Musici
- Margriet Boomsma – zang, dwarsfluit
- Eddie Mulder – gitaar en zang
- Marcel Derix – basgitaar
- Edo Spanninga – toetsen
- Koen Roozen – slagwerk

## Composities
1. Russian roulette
2. For starters
3. Maureen
4. Old shoes
5. Limestone rock
6. Captive of fate
7. Mantova
8. Year after year
9. Silent stranger
10. Garden of dreams